# Les Proies (film, 2007)
Pour les articles homonymes, voir Les Proies et Le Roi de la montagne.
Pour plus de détails, voir Fiche technique et Distribution.
Les Proies ou Le Roi de la montagne (El rey de la montaña) est un film espagnol réalisé par Gonzalo López-Gallego, sorti en 2007.

## Synopsis
En route pour se rendre chez son ex-fiancée, Quim, trentenaire citadin, s'égare lors de la traversée d'une région isolée et densément boisée. Alors qu'il cherche son chemin, il est soudain pris pour cible par des tirs en provenance des montagnes environnantes. Roulant au hasard pour échapper aux projectiles, il tombe sur Bea, une mystérieuse jeune femme qu'il avait croisée un peu plus tôt dans une station-service et dont la voiture est en panne. Méfiants l'un envers l'autre mais embarqués dans le même cauchemar, ils n'ont d'autre choix que tenter de quitter ensemble cette forêt hostile et glaciale, et de semer leurs implacables poursuivants.

## Fiche technique
- Titre : Les Proies ou Le Roi de la montagne
- Titre original : El rey de la montaña
- Réalisation : Gonzalo López-Gallego
- Scénario : Javier Gullón et Gonzalo López-Gallego
- Production : Juanma Arance, Álvaro Augustín, Miguel Bardem, Elena Manrique et Juan Pita
- Musique : David Crespo
- Photographie : José David Montero
- Montage : Gonzalo López-Gallego
- Décors : Juana Arance et Pello Villalba
- Costumes : Tatiana Hernández
- Pays d'origine : Espagne
- Format : Couleurs - 1,85:1 - Dolby Digital - 35 mm
- Genre : Thriller
- Durée : 90 minutes
- Date de sortie : 8 septembre 2007 (festival de Toronto)

## Distribution
- Leonardo Sbaraglia : Quim
- María Valverde : Bea
- Manuel Sánchez Ramos : le pompiste
- Pablo Menasanch : le vieux garde civil
- Francisco Olmo : le jeune garde civil
- Thomas Riordan : le petit frère
- Andrés Juste : le grand frère